# Scirpus colchicus
Scirpus colchicus är en halvgräsart som beskrevs av Kimer. Scirpus colchicus ingår i släktet skogssävssläktet, och familjen halvgräs. Inga underarter finns listade i Catalogue of Life.